# Johnny Banco
Pour plus de détails, voir Fiche technique et Distribution.
Johnny Banco est un film franco-germano-italien réalisé par Yves Allégret, sorti en 1967.

## Synopsis
À Barcelone, Johnny Banco délaisse sa fiancée pour s'enfuir à Monte-Carlo après avoir subtilisé le magot du gangster Orso Sebastiani. Johnny fait la connaissance de Laureen Moore, une aventurière qui, sous l'apparence d'une riche veuve, épouse les millionnaires pour leur fortune et les trucide ensuite. Elle séduit Johnny et ils se marient. Mais Sebastiani et sa bande, qui ont retrouvé la trace de Johnny, arrivent escortés par la fiancée de celui-ci. Sebastiani neutralise Laureen avant qu'elle ait pu agir et récupère ses millions. Johnny Banco est accusé du crime, mais sa fiancée, plus que jamais éprise de lui et pleine de ressources, le disculpera (et le récupérera) en révélant la vérité à la police.

## Fiche technique
- Titre original : Johnny Banco
- Titre allemand : Jonny Banco - Geliebter Taugenichts
- Réalisation : Yves Allégret
- Scénario : Yves Allégret, James Carter[1] et Jean Vermorel d'après le roman de Frédéric Valmain, Le Flamenco des assassins (Éditions Fayard, 1961)
- Dialogues : Michel Audiard
- Musique : Michel Magne, Luigi Russoli
- Photographie : Michel Kelber
- Photographe de Plateau : Léo Mirkine
- Son : Gérard Brisseau
- Montage : Henri Rust
- Décors : Jean d'Eaubonne
- Costumes : Jean d'Eaubonne
- Coordinateur des combats et des cascades : Claude Carliez et son équipe
- Pays de production :  Allemagne de l'Ouest,  France,  Italie
- Langue de tournage : français
- Période de tournage : 2 novembre 1966 au 5 janvier 1967
- Tournage : Studios de la Victorine (Nice)
- Producteurs : Paul Temps, Gottfried Wegeleben
- Sociétés de production : Le Film d'Art (France), Chrysaor Films (France), Norddeutsche Filmproduktion (Allemagne de l'Ouest), Variety Film (Italie)
- Sociétés de distribution : Constantin Film, Ben Barry and Associates
- Format : couleur (Eastmancolor) — 35 mm — 1.66:1 — monophonique
- Genre : Comédie
- Durée : 98 minutes
- Dates de sortie : 
  - Finlande : 11 août 1967
  - France : 21 février 1968 (Paris)

## Distribution
- Horst Buchholz : Johnny Banco
- Sylva Koscina : Laureen Moore
- Michel de Ré : Orso Sebastiani
- Fée Calderon : Mignon de Brandy
- Élisabeth Wiener : Natividad
- Jean Parédès : l'Anchois
- Romain Bouteille : l'Éveillé
- Jean Droze : Grégory
- Jean Combal : Alfred
- Walter Giller : L'nspecteur Jakubowski
- Luciana Vincenzi : Berthe